# Список Народных героев Югославии/Ж
В настоящем списке в алфавитном порядке представлены все Народные герои Югославии, чьи фамилии начинаются с буквы «Ж» (всего 11 человек). В списке указаны даты присвоения звания и даты жизни Героев.
- Серым цветом в таблице выделены Герои, награждённые орденом Народного героя посмертно.

## Список Народных героев Югославии, фамилии которых начинаются с «Ж»
| № п/п | Фото | Фамилия, Имя           | Дата присвоения звания | Годы жизни                         |
| ----- | ---- | ---------------------- | ---------------------- | ---------------------------------- |
| 395   |      | Жагар, Стане           | 5 июля 1951            | 19 февраля 1896 — 27 марта 1942    |
| 396   |      | Жван, Андрей           | 27 ноября 1953         | 21 ноября 1915 — 24 марта 1945     |
| 397   |      | Ждеро, Милош           | 27 ноября 1953         | 1912—1944                          |
| 398   |      | Жежель, Милан          | 12 января 1945         | 23 января 1917 — 28 июля 1995      |
| 399   |      | Жерял, Тоне            | 27 ноября 1953         | 28 сентября 1915 — 11 июня 1942    |
| 400   |      | Живкович, Живко        | 5 июля 1952            | 20 декабря 1912 — 18 июня 1990     |
| 401   |      | Живкович-Илич, Любомир | 20 декабря 1951        | 1918—1942                          |
| 402   |      | Жижич, Томаш           | 20 декабря 1951        | 14 февраля 1909 — 2/3 октября 1942 |
| 403   |      | Жилник, Слободан       | 6 июля 1953            | 16 февраля 1919 — 4 марта 1944     |
| 404   |      | Жугич, Батрич          | 27 ноября 1953         | 1912—1942                          |
| 405   |      | Жугич, Комнен          | 27 ноября 1953         | 11 февраля 1922 — 11 июня 1946     |
| 406   |      | Жунич, Бошко           | 23 июля 1952           | 12 декабря 1920 — 10 июля 1943     |